# Eggenfelden
Eggenfelden – miasto w Niemczech, w kraju związkowym Bawaria, w rejencji Dolna Bawaria, w regionie Landshut, w powiecie Rottal-Inn. Leży około 15 km na zachód od Pfarrkirchen, nad rzeką Rott, przy drodze B20, B388, B588 i linii kolejowej Pocking – Neumarkt-Sankt Veit).

## Osoby urodzone w Eggenfelden
- Daniel Küblböck - piosenkarz

## Współpraca
- Carcassonne, Francja
- Balatonalmádi, Węgry